# Wybory prezydenckie w Rumunii w 2024 roku
Wybory prezydenckie w Rumunii w 2024 roku zostały wyznaczone na 24 listopada 2024. Druga tura miała zostać przeprowadzona 8 grudnia 2024, gdyż w pierwszej turze głosowania żaden z kandydatów nie uzyskał większości bezwzględnej. Mieli zmierzyć się w niej Călin Georgescu z Eleną Lasconi. 6 grudnia 2024 Trybunał Konstytucyjny unieważnił cały proces wyborczy.
Ponieważ konstytucja Rumunii zezwala na reelekcję prezydenta tylko raz, Klaus Iohannis, wybierany w 2014 i 2019 nie mógł ubiegać się kolejny raz o to stanowisko.
28 listopada jeden z kandydatów w wyborach, Cristian Terheș zgłosił zastrzeżenia co do podliczenia głosów oddanych w niektórych lokalach wyborczych, a także zarzucił członkom Związku Zbawienia Rumunii prowadzenie agitacji w czasie, gdy była ona zakazana.
Tego samego dnia Rumuński Trybunał Konstytucyjny (TK) zdecydował, że należy ponownie przeliczyć głosy w pierwszej turze wyborów. 2 grudnia TK wydał orzeczenie, w którym uznał pierwszą turę wyborów za ważną i oddalił skargę.
6 grudnia 2024, dwa dni przed planowaną drugą turą głosowania, Trybunał Konstytucyjny podjął nową decyzję i unieważnił cały proces wyborczy, nakazując jego powtórzenie. Decyzję tę motywowano stwierdzonymi zewnętrznymi ingerencjami w wybory – krajowe służby specjalne wskazały, że Rumunia przed pierwszą turą stała się celem agresywnych rosyjskich ataków hybrydowych (co miało wpłynąć na nadspodziewanie dobry wynik Călina Georgescu).
Po unieważnieniu wyborów przedłużono mandat urzędującemu prezydentowi. 10 lutego 2025 Klaus Iohannis złożył rezygnację, która weszła w życie 12 lutego. Obowiązki prezydenta przejął przewodniczący Senatu Ilie Bolojan z Partii Narodowo-Liberalnej (PNL).
9 marca 2025 Rumuńskie Centralne Biuro Wyborcze odrzuciło kandydaturę Calina Georgescu z planowanych na 4 maja 2025 powtórnych wyborów prezydenckich.

## Wyniki
6 grudnia 2024, dwa dni przed planowaną drugą turą głosowania, Trybunał Konstytucyjny unieważnił cały proces wyborczy.
| Kandydat                                           | Kandydat                          | Partia                                 | Pierwsza tura | Pierwsza tura | Druga tura     | Druga tura     |
| Kandydat                                           | Kandydat                          | Partia                                 | Głosy         | %             | Głosy          | %              |
| -------------------------------------------------- | --------------------------------- | -------------------------------------- | ------------- | ------------- | -------------- | -------------- |
|                                                    | Călin Georgescu                   | Polityk niezrzeszony                   | 2 120 401     | 22,94         |                |                |
|                                                    | Elena Lasconi                     | Związek Zbawienia Rumunii              | 1 772 500     | 19,18         |                |                |
|                                                    | Marcel Ciolacu                    | Partia Socjaldemokratyczna             | 1 769 760     | 19,15         | Nie odbyła się | Nie odbyła się |
|                                                    | George Simion                     | Sojusz na rzecz Jedności Rumunów       | 1 281 325     | 13,86         | Nie odbyła się | Nie odbyła się |
|                                                    | Nicolae Ciucă                     | Partia Narodowo-Liberalna              | 811 952       | 8,79          | Nie odbyła się | Nie odbyła się |
|                                                    | Mircea Geoană                     | Polityk niezrzeszony                   | 583 898       | 6,32          | Nie odbyła się | Nie odbyła się |
|                                                    | Hunor Kelemen                     | Demokratyczny Związek Węgrów w Rumunii | 416 353       | 4,50          | Nie odbyła się | Nie odbyła się |
|                                                    | Cristian Diaconescu               | Polityk niezrzeszony                   | 286 842       | 3,10          | Nie odbyła się | Nie odbyła się |
|                                                    | Cristian Terheș                   | Rumuńska Narodowa Partia Konserwatywna | 95 782        | 1,04          | Nie odbyła się | Nie odbyła się |
|                                                    | Ana Birchall                      | Polityk niezrzeszony                   | 42 853        | 0,46          | Nie odbyła się | Nie odbyła się |
|                                                    | Ludovic Orban                     | Siła Prawicy                           | 20 089        | 0,22          | Nie odbyła się | Nie odbyła się |
|                                                    | Sebastian Popescu                 | Partia Nowa Rumunia                    | 14 683        | 0,16          | Nie odbyła się | Nie odbyła się |
|                                                    | Alexandra Păcuraru                | Polityk niezrzeszony                   | 14 502        | 0,16          | Nie odbyła się | Nie odbyła się |
|                                                    | Silviu Predoiu                    | Partia Ligi Akcji Narodowej            | 11 246        | 0,12          | Nie odbyła się | Nie odbyła się |
| Nieważne/ puste głosy                              | Nieważne/ puste głosy             | Nieważne/ puste głosy                  | 223 071       | –             |                |                |
| Razem                                              | Razem                             | Razem                                  | 9 465 257     | 100           |                |                |
| Zarejestrowani wyborcy/frekwencja                  | Zarejestrowani wyborcy/frekwencja | Zarejestrowani wyborcy/frekwencja      | 18 008 480    | 52,56         |                |                |
| Źródło: Autoritatea Electorală Permanentă (I tura) |                                   |                                        |               |               |                |                |

## Możliwe powody wyników
Oficjalnym powodem niespodziewanych wyników wyborów był wpływ na wybory przez obce państwo. Raport służb nie przedstawił jednak bezsprzecznych dowodów na zewnętrzną ingerencję w wybory. Duży rozmach kampanii Georgescu, który był poszlaką na jej przeprowadzenie przez aktora państwowego (podmiot państwowy; wprost niewskazanego; pośrednio wskazywano na Rosję), mógł być koordynowany przez podmioty prywatne, które prowadzą równie duże kampanie promocyjne osób, dóbr i usług. Odpowiedzialne za obsługę głosowania instytucje publiczne, które padły ofiarą ataków rosyjskich hakerów, poinformowały, że ataki te nie wpłynęły na podliczenie głosów.
Rumuńscy dziennikarze śledczy jako możliwy scenariusz zdobycia dużego poparcia przez Georgescu podają intrygi dwóch największych partii. Kandydat Partii Socjaldemokratycznej, urzędujący premier Marcel Ciolacu, mając świadomość dużego elektoratu negatywnego i prawdopodobnej porażki w II turze wyborów z kandydatem innej partii mainstreamowej, postanowił nieoficjalnie wypromować kontrowersyjnego kandydata George'a Simiona. W przypadku II tury pomiędzy Ciolacu a Simionem, liczono, że wyborcy będący przeciwko premierowi, zagłosują na niego, wybierając mniejsze zło. Nie chcąc dopuścić do realizacji tego scenariusza, druga największa siła polityczna - Partia Narodowo-Liberalna, również nieoficjalnie, rozpoczęła promocję innego kandydata skrajnej prawicy - Călina Georgescu, który miał odebrać głosy Simionowi. Kampanię tę przejęli później zwolennicy Georgescu.
Komentatorzy podkreślają także zmęczenie Rumunów trwającym od dziesięcioleci duopolem Partii Socjaldemokratycznej oraz Partii Narodowo-Liberalnej, które przed wyborami tworzyły koalicję rządową oraz obserwowany już od kilku lat wzrost poparcia dla antysystemowej prawicy.

## Tło
Po konsultacjach z przedstawicielami partii politycznych rząd premiera Marcela Ciolacu ogłosił 4 lipca 2024 że pierwsza tura wyborów prezydenckich odbędzie się 24 listopada, a druga 8 grudnia. Na 1 grudnia wyznaczono z kolei termin wyborów parlamentarnych.

## Kandydaci
Lista ułożona w kolejności alfabetycznej:
| Imię i nazwisko     | Data urodzenia       |
| ------------------- | -------------------- |
| Ana Birchall        | 30 sierpnia 1973     |
| Marcel Ciolacu      | 28 listopada 1967    |
| Nicolae Ciucă       | 7 lutego 1967        |
| Cristian Diaconescu | 2 lipca 1959         |
| Mircea Geoană       | 14 lipca 1958        |
| Călin Georgescu     | 26 marca 1962        |
| Hunor Kelemen       | 18 października 1967 |
| Elena Lasconi       | 20 kwietnia 1972     |
| Ludovic Orban       | 25 maja 1963         |
| Alexandra Păcuraru  | 30 czerwca 1987      |
| Sebastian Popescu   | 12 lutego 1982       |
| Silviu Predoiu      | 5 sierpnia 1958      |
| George Simion       | 21 września 1986     |
| Cristian Terheș     | 4 grudnia 1978       |